# Halfway House (Shropshire)
Halfway House – wieś w Anglii, w hrabstwie Shropshire. Leży 15 km na zachód od miasta Shrewsbury i 236 km na północny zachód od Londynu.